# DOCUMENTARY of AKB48 NO FLOWER WITHOUT RAIN 少女たちは涙の後に何を見る?
『DOCUMENTARY of AKB48 NO FLOWER WITHOUT RAIN 少女たちは涙の後に何を見る?』（ドキュメンタリー オブ エーケービーフォーティエイト ノー フラワー ウィズアウト レイン しょうじょたちはなみだのあとになにをみる?）は、 2013年の日本のドキュメンタリー映画。AKB48のドキュメンタリー映画3作目。2012年の1年間を扱っている。

## 解説
監督は前作に引き続き高橋栄樹。女優の伊藤歩がナレーションを担当した。主題歌「After rain」は、映画用の書き下ろしである。キャッチコピーは、ポスターの顔にもなっているAKB48グループ総監督高橋みなみの座右の銘である「努力は必ず報われる」を取り入れた「努力が報われるかどうかは、わからない。でも、努力しなければ何も始まらない。」。
「AKB48不動のエース」と呼ばれた初期メンバー前田敦子の卒業と、AKB48の念願だった東京ドーム公演を軸に、渡辺麻友、松井珠理奈、島崎遥香の3人による前田卒業後の次期センター争い、そしてAKB48グループの不文律となっている恋愛禁止条例などをテーマに描く。前田と同じ初期メンバーだが恋愛禁止ルールを破ったためAKB48を活動辞退した平嶋夏海と、AKB48グループ次期エース候補と注目されながらも学業優先を理由に卒業した（後に復帰）NMB48チームMのセンター城恵理子の、その後の様子が描かれた。
映画のラスト近くのインタビュー映像の中で、板野友美が2013年内に卒業することを発表した。このインタビューの内容は、公開直前までの試写では編集中という理由で伏せられていた。
日本全国119スクリーンで2013年2月1日から公開され、初日3日間で興収8780万3600円、動員動員6万8213人になり、映画観客動員ランキング（興行通信社調べ）で初登場第10位となった。最終興行収入は推定3億円。

## スタッフ
- 監督：高橋栄樹
- 企画：秋元康
- 製作：窪田康志（AKS）、新坂純一（東宝）、秋元伸介（秋元康事務所）、北川謙二（ノース・リバー）、吉田立（NHKエンタープライズ）
- プロデューサー：古澤佳寛、磯野久美子（秋元康事務所）、松村匠（AKS）、牧野彰宏（AKS）、関山幹人
- スーパーバイジングプロデューサー：石原真（NHK）
- ラインプロデューサー：篠田学（秋元康事務所）、橋本淳司
- 音楽：大坪弘人
- 主題歌：AKB48「After rain」（You, Be Cool! / KING RECORDS）
- 撮影：角田真一、村上拓、堂前徹之、阿部一孝、二階堂悠紀、眞田慧子、遠山雅之、森元敏博、黒木秀一朗、藪田健志、松本綾佳、服部将之、小林光、市川喬章、和田英理香
- 撮影&ステディカム：木村太郎
- 録音：久連石由文
- 編集：村上雅樹
- ナレーション：伊藤歩
- 製作協力：KRK PRODUCE、パイプライン
- 製作：AKS、東宝、秋元康事務所、ノース・リバー、NHKエンタープライズ
- 配給：東宝映像事業部